# 2 Puppis B
2 Puppis B, o PV Puppis, è una stella bianca nella sequenza principale di magnitudine 6,93 situata nella costellazione della Poppa. Dista 403 anni luce dal sistema solare e fa parte del sistema stellare di 2 Puppis.

## Osservazione
Si tratta di una stella situata nell'emisfero celeste australe; grazie alla sua posizione non fortemente australe, può essere osservata dalla gran parte delle regioni della Terra, sebbene gli osservatori dell'emisfero sud siano più avvantaggiati. Nei pressi dell'Antartide appare circumpolare, mentre resta sempre invisibile solo in prossimità del circolo polare artico. Essendo di magnitudine pari a 6,9, non è osservabile ad occhio nudo; per poterla scorgere è sufficiente comunque anche un binocolo di piccole dimensioni, a patto di avere a disposizione un cielo buio.
Il periodo migliore per la sua osservazione nel cielo serale ricade nei mesi compresi fra dicembre e maggio; da entrambi gli emisferi il periodo di visibilità rimane indicativamente lo stesso, grazie alla posizione della stella non lontana dall'equatore celeste.

## Sistema stellare
2 Puppis B è una stella binaria, ed è una variabile a eclisse di tipo Algol. Le 2 componenti sono piuttosto simili tra loro; entrambe sono di classe spettrale A8V, cioè stelle bianche di sequenza principale ed anche la loro massa e il loro raggio sono simili, 1,55 la massa e 1,5 volte il raggio rispetto al Sole. Orbitano una attorno all'altra in un periodo di 1,66 giorni, mentre la distanza media tra le 2 componenti è di 0,04 UA.
PV Puppis forma una binaria ottica con 2 Puppis A e si trova separata da essa di 16,8 secondi d'arco da 2 Puppis A, con angolo di posizione di 339 gradi.